# Arbeitsbewertung
Arbeitsbewertung als Teil des Arbeits- oder Tarifrechts bezeichnet die Verfahren zur Bestimmung des Arbeitswertes einer Tätigkeit als primären Parameter zur Entgeltdifferenzierung (siehe: Arbeitsentgelt) sowie von Karrierestufen.
Mit der Arbeitsbewertung wird angestrebt, unterschiedliche Tätigkeiten mittels vergleichbarer Bewertungskriterien so zu klassifizieren, dass auf dieser Grundlage annähernde Entgelt-Gerechtigkeit hergestellt werden kann. Hierzu werden die auszuführenden Tätigkeiten von Arbeitsbewertern am betreffenden Arbeitsplatz ggf. anhand von Arbeitsproben, Leistungsnachweisen oder mit Interviews erfasst, in einer Tätigkeitsbeschreibung dokumentiert und nach bestimmten Anforderungsarten bewertet. Die Systematik der Arbeitsbewertung ist grundlegender Bestandteil in Lohn- und Gehaltstarifverträgen. Eine allgemein anerkannte Grundlage zur Definition bewertbarer Arbeitsanforderungen ist bis heute das so genannte Genfer Schema, das während der Konferenz der „Internationalen Arbeitsorganisation“ 1950 in Genf auf Anregung der deutschen Arbeitswissenschaftler Erwin Bramesfeld und Friedrich R. Lorenz entworfen wurde.
In der Praxis haben sich zwei unterschiedliche Verfahrensansätze, die in vielen Tarifverträgen auch als Alternativen vorgesehen sind, bewährt: Die „summarische Methode“ und die „analytische Methode“ der Arbeitswertbestimmung.
In Deutschland werden im neuen Tarifvertrag über das Entgelt-Rahmenabkommen (ERA-TV) beide Methoden der Reihe nach zur Anwendung gebracht.

## Abgrenzung zur Stellenbewertung
Während bei der Arbeitsbewertung im engeren Sinne eher einzelne Tätigkeiten und Abläufe untersucht werden (Methods-Time Measurement) bzw. das Grundentgelt über Schlüsselzahlen direkt mit dem erzielten Punktwert in der Bewertung verbunden ist, wird bei einer Stellenbewertung die Stelle mit ihrem Anforderungsprofil als strukturelles Element der Organisationseinheit bei 100 % Leistungserfüllung betrachtet.

## Verfahrensansätze zur Arbeitswertbestimmung

### Summarische Arbeitsbewertung (Summarik)
„Unter summarischer Arbeitsbewertung werden Methoden zur anforderungsabhängigen Grundlohndifferenzierung verstanden, bei denen die Anforderungen des Arbeitssystems an den Menschen als Ganzes erfasst werden“

Es wird zwischen Lohngruppenverfahren (auch Katalogverfahren) und Rangfolgeverfahren unterschieden:
- Beim Rangfolgeverfahren werden alle Arbeitsplätze eines Analysebereiches durch Paarvergleiche gemäß ihrer Arbeitsschwierigkeit in eine Reihenfolge gebracht. Dies geschieht regelmäßig bei der Erarbeitung von Tarifverträgen für die jeweilige Branche, hierbei wird die Rangreihe als Grundlage für die Entgeltgruppendefinition herangezogen.
- Das Lohngruppenverfahren als summarische Stufung ist die in der Praxis am häufigsten angewendete Methode der Arbeitsbewertung. Anhand von standardisierten Arbeitsbeschreibungen und Niveaubeispielen (früher Richtbeispiele) werden die Tätigkeiten direkt den Entgeltgruppen (früher Lohn- oder Gehaltsgruppen) zugeordnet.[3]

### Analytische Arbeitsbewertung (Analytik)
„Unter analytischer Arbeitsbewertung werden Verfahren zur anforderungsabhängigen Entgeltdifferenzierung verstanden, bei denen die Anforderungen des Arbeitssystems an den Menschen mit Hilfe von Anforderungsarten ermittelt werden.“

Ein analytisches Verfahren muss Antworten geben auf Fragen nach
- einem Merkmalskatalog,
- deren Gewichtung,
- Zuordnungs- und
- Einordnungsvorschrift.

Für die Definition der Anforderungsmerkmale steht gewöhnlich das „Genfer Schema“ Pate, die einzelnen Tarifverträge haben allerdings recht unterschiedliche Kataloge.
Bei der Gewichtung wird zwischen gebundener und offener unterschieden. Gebunden ist sie, wenn sich die Gewichtung bereits in der für das Anforderungsmerkmal maximal zu vergebenen Punktzahl widerspiegelt. Bei einer offenen Gewichtung sind die Skalen für die Anforderungsmerkmale gleich, die Gewichtung kommt erst nachher in Form eines Faktors hinzu.
Für die Einstufung werden das Rangreihenverfahren und das Stufenwertzahlverfahren unterschieden.
Im Rangreihenverfahren werden alle betrachteten Arbeitsplätze für jede der Anforderungsarten in eine Rangreihenfolge gebracht. Bei der gebundenen Bewertung ergibt sich aus dem Rangplatz ein Punktwert. Bei der offenen Bewertung muss der Rangplatz zunächst in einen Prozentwert umgerechnet werden. Dessen Multiplikation mit der Gewichtung bildet den Einzelwert des Anforderungsmerkmals. Offenes und gebundenes Verfahren führen durch die Summierung der Einzelwerte zum Arbeitswert des Arbeitsplatzes.
Beim Stufenwertzahlverfahren werden für die einzelnen Anforderungsarten Bewertungsstufen, die jeweils unterschiedliche Höhen der Anforderungen oder Belastungen ausdrücken, definiert. Die Wertzahlfolgen steigen dabei oft arithmetisch, es gibt aber auch progressive Folgen. Hier drückt sich die gebundene Gewichtung in der maximalen Anzahl der für eine Anforderungsart vergebbaren Punkte aus. Bei der offenen haben alle Merkmale die gleiche Punktespanne. Die Gewichtung kommt über den für jede Anforderungsart separat festgelegten Gewichtungsfaktor hinein.
Das Grundentgelt kann idealerweise aus einem Eurobetrag pro Punkt ermittelt werden. Zur Verringerung der Spreizung ist aber meist ein Sockel definiert, zu dem dann ein Betrag pro Punkt addiert wird. Also beispielsweise ein Sockel von 7,5 € pro Stunde und 0,25 € pro Punkt und Stunde. Bei 20 Punkten ergibt sich dann ein Entgelt von 12,50 € pro Stunde.
Analytische Arbeitsbewertungsverfahren weisen eine hohe Beurteilungsschärfe auf, sind aber in der Anwendung auch sehr aufwändig. Die Praxis hat in den gängigen Anwendungen deswegen das Lohngruppenverfahren im Allgemeinen vorgezogen.
In Deutschland ist in den neuen ERA-Tarifverträgen allerdings ein mehrstufiges Arbeitsbewertungsverfahren festgelegt, das mit einem Stufenwertzahlverfahren beginnt. Die so gefundenen Punkte werden bei einem Vergleich über die neu so genannten Niveaubeispiele (davor: Richtbeispiele) abgesichert und danach in eine Entgeltgruppe überführt.
Wichtig ist es, zu beachten, dass es auch bei der Analytik noch allein um die Ermittlung des Grundentgeltes geht. Es werden die Anforderungen des Arbeitsplatzes bewertet.
Ein Grundentgelt kann in Abhängigkeit von der individuellen Leistung des einzelnen Beschäftigten um ein individuelles Leistungsentgelt aufgestockt werden.
Bei den ERA-TV hat man zudem konsequenterweise Belastungen aus dem Anforderungskatalog gestrichen. Liegen außergewöhnliche Belastungen vor, werden sie separat bewertet und ebenfalls dem Grundentgelt zugeschlagen. Je nach Belastungsintensität werden vier Stufen herangezogen: Reizarmut, Lärm, Einflüsse aus der Umgebung und Belastung der Muskeln.

## Europäischer Kontext

### Zielsetzung einer diskriminierungsfreien Arbeitsbewertung
Eine gleiche Bezahlung für gleichwertige Arbeit ist in Artikel 141 des Amsterdamer Vertrags, den Richtlinien 75/117/EWG („Entgeltgleichheits-Richtlinie“) und 97/80/EG („Beweislast-Richtlinie“) festgelegt und durch Entscheidungen des Europäischen Gerichtshofs bestätigt (Die genannten Richtlinien wurden am 15. August 2008 durch die Richtlinie 2006/54/EG ersetzt). Bei der Festlegung der Vergütung ist daher von entscheidender Bedeutung, dass die Arbeitsbewertung eine gleiche Bewertung gleichwertiger Arbeit sicherstellt. So wurde kritisiert, dass traditionell überwiegend von Frauen geleistete Tätigkeiten im Vergleich zu traditionell überwiegend von Männern geleisteten Tätigkeiten geringer bewertet und niedriger bezahlt würden.
Vor allem die summarische Arbeitsbewertung wird dafür kritisiert, dass sie zu mittelbarer Diskriminierung führen kann, aber auch die analytische Arbeitsbewertung kann zu Diskriminierung Anlass geben. Beispielsweise wird kritisiert, dass darin die in Dienstleistungsberufen geforderte Emotionsarbeit und Interaktionsarbeit nicht oder nicht ausreichend berücksichtigt wird.

### Gender-Mainstreaming-Aspekte der Arbeitsbewertung
Unter dem Gesichtspunkt des Gender-Mainstreaming ist bezüglich der Arbeitsbewertung Kritik geäußert worden, dass Anforderungen, die als männlich und weiblich aufgefasst würden, weitgehend getrennt betrachtet würden. So würden tendenziell in vorrangig „weiblich“ eingestuften Berufen und Tätigkeiten die „männlich“ konnotierten Anforderungen nur in geringem Maße in die Arbeitsbewertung eingehen und umgekehrt in vorrangig „männlich“ eingestuften Berufen und Tätigkeiten die „weiblich“ konnotierten Anforderungen nur in geringem Maße in die Arbeitsbewertung eingehen. So würden beispielsweise die in Pflegeberufen bestehenden Anforderungen an die Körperkraft systematisch ausgeblendet, ebenso wie die in technischen Berufen bestehenden Anforderungen an die soziale Kompetenz. Ebenso wurde 1999 kritisiert, dass eine Verleugnung des Merkmals „Verantwortung“ im Tarifvertrag zu einer niedrigen Einstufung der Tätigkeit von Erzieherinnen führe.
Ähnliche Kritik wurde auch bezüglich der Bewertung der Arbeitsbelastung geäußert. Aufgrund der „Entgeltgleichheits-Richtlinie“ 75/117/EWG ist es beispielsweise nicht zulässig, wenn in einem Altenheim die Tätigkeit eines Hausmeisters wie auch die eines Altenpflegers durch körperliche Belastungen geprägt sind, diese Belastungen aber nur bei der Bewertung der Tätigkeit des Hausmeisters bewertet werden. Eine Belastungsanalyse dient nicht nur der Entgeltfestlegung, sondern auch einer besseren Arbeitsstrukturierung (siehe hierzu auch Auswertung der Belastungsstruktur in der Auslastungsanalyse).

## Arbeitsbewertung in Deutschland
Für den Bundesangestelltentarif (BAT) war wissenschaftlich belegt worden, dass vorrangig von Frauen ausgeübte Tätigkeiten geringer bewertet wurden als vorrangig von Männern ausgeübte Tätigkeiten.
Bezüglich der Umsetzung der Arbeitsbewertung war festgestellt worden, dass es aufgrund der Verschiedenheit von Tarifverträgen oder Tarifvertragsteilen häufig vorkam, dass Arbeiter-Tätigkeiten mit anderen Kriterien oder Verfahren bewertet wurden als Angestellten-Tätigkeiten. Allerdings wurde in Deutschland in den letzten Jahren die Trennung von Arbeitern und Angestellten weitgehend aufgehoben, etwa im Tarifvertrag für den öffentlichen Dienst (TVöD) und im Entgeltrahmenabkommen der Metall- und Elektroindustrie, ERA-TV. Ebenso entfielen Unterschiede zwischen Ost- und Westdeutschland weitgehend.
Nicht in allen Kollektiv- und Tarifverträgen beruhe aber, so die Aussage eines 2002 veröffentlichten Leitfadens, das Entgelt auf einer summarischen oder analytischen
Arbeitsbewertung der jeweiligen Arbeitsbeschreibung anhand objektiver Kriterien.
Für eine diskriminierungsfreie Entgeltstruktur sind insbesondere auch Kriterien der Eingruppierung wesentlich. Bei Verhandlungen zwischen Arbeitgebern und Gewerkschaften wurde von Arbeitgeberseite eine Einstufung aufgrund dreier sogenannter Heraushebungsmerkmale vorgeschlagen: Schwierigkeit, Verantwortung und Bedeutung. Gewerkschaften fordern andere Heraushebungskriterien als Grundlage der Entgeltordnung, um wesentliche Anforderungen in sozialen Berufen und in Berufen der Bereiche Jugendhilfe und Schule zu berücksichtigen: zusätzliche Kenntnisse und Fertigkeiten, Komplexität der Tätigkeit, Verantwortung, soziale Kompetenz, Planen und Organisieren, physische und psychische Anforderungen und Belastungen.
Im ERA-TV geht die Bewertung von Belastungen getrennt von der Bewertung der Anforderungen in die Entgeltermittlung ein. So gliedert sich das Arbeitsentgelt in ein Grundentgelt (gemäß Arbeitsanforderungen), ein Belastungsentgelt und ein Leistungsentgelt, wobei nur Belastungen, die über eine mittlere Belastung hinausgehen, über die Belastungszulage abgegolten werden. Bei der Anwendung soll durch eine gleiche Gewichtung von Belastungsarten, die für Männer- und Frauentätigkeiten als typisch gelten, eine mittelbare Diskriminierung verhindert werden.

## Arbeitsbewertung in der Schweiz
In der Schweiz wurde im Auftrag des Eidgenössischen Büros für die Gleichstellung von Frau und Mann mit ABAKABA ein System der analytischen Arbeitsbewertung entwickelt. ABAKABA ist ein geschlechtsneutrales Instrument, welches ermöglicht, die Anforderungen und Belastungen von Funktionen ohne geschlechtsspezifische Verzerrungen zu erfassen. Dies beinhaltet im Detail folgende Aspekte:
- Standardisierte Funktionsbeschreibung: ABAKABA benutzt zur Beschreibung der zu bewertenden Funktionen einen Standard-Fragebogen. Damit werden alle relevanten Anforderungen und Belastungen einer Arbeitstätigkeit systematisch erfasst.
- Abdeckung der relevanten Merkmalsbereiche: ABAKABA deckt mit geistigen, psychosozialen, körperlichen und verantwortungsbezogenen Anforderungen und Belastungen alle relevanten Bereiche ab.
- Keine Merkmalskonfundierung: Alle Merkmale von ABAKABA erfassen voneinander unabhängige Sachverhalte. Es gibt keine konfundierten Merkmale, d. h. keine Merkmale, welche dieselbe Anforderung bzw. Belastung erfassen. Merkmalskonfundierungen führen dazu, dass bestimmte Anforderungen bzw. Belastungen überrepräsentiert sind. Dies ist beispielsweise dann der Fall, wenn im geistigen Bereich sowohl Ausbildungserfordernisse als auch geistige Anforderungen erfasst werden, weil mit höheren Ausbildungserfordernissen für eine Funktion in der Regel auch höhere geistige Anforderungen verbunden sind. Konfundierungen lassen sich im konkreten Fall mit statistischen Verfahren prüfen (überzufällig häufig gleiche Einstufungen).
- Geschlechtsneutrale Merkmalsauswahl: Der Schweizer Arbeitsmarkt ist stark geschlechtsspezifisch geteilt. Es gibt Tätigkeitsbereiche, die hauptsächlich von Frauen und solche, die primär von Männern besetzt sind. Das bedeutet, dass es Anforderungen und Belastungen gibt, die statistisch gesehen vom einen Geschlecht häufiger erfüllt werden als vom andern (z. B. Einfühlungsvermögen vs. Körperkraft). ABAKABA enthält solche männer- und frauenbegünstigende Merkmale in gleichem Ausmaß.
- Präzise, geschlechtsneutrale Operationalisierung: Die meisten Anforderungen und Belastungen können nicht direkt erfasst werden, weil es sich um qualitative Größen handelt. Sie müssen durch messbare Größen angenähert werden (Operationalisierung). Die Umschreibung der Anforderungen und Belastungen selber und die Beschreibung ihrer Ausprägung für die Zuordnung zu einer bestimmten Stufe der Bewertungsskala muss möglichst genau und geschlechtsneutral erfolgen. Geschlechtsneutral heißt in diesem Zusammenhang, dass verschiedene geschlechtstypische Erscheinungsformen eines Merkmals erfasst werden müssen (z. B. bei Anforderungen an die Körperkraft nicht nur das Bewegen von schweren Gegenständen, sondern auch das häufige Bewegen von leichten Gegenständen). Weiter werden in ABAKABA Skalen mit wenigen, klar definierten Abstufungen verwendet, was die Einstufungen erleichtern soll.
- Keine innere Gewichtung: In der Praxis ist es üblich, nicht allen Merkmalen denselben Stellenwert zu geben, sondern als bedeutender erachtete Anforderungen und Belastungen zu gewichten, damit sie stärker zum Arbeitswert beitragen. Bei der inneren Gewichtung werden die Punktzahlen in den Bewertungsskalen so angelegt, dass bei gewissen Merkmalen oder Merkmalsausprägungen verhältnismäßig mehr Punkte (z. B. maximal 100 statt nur 70) erreicht werden. Innere Gewichtungen sind intransparent und deshalb problematisch. ABAKABA kennt keine innere Gewichtung, alle Merkmalsbereiche tragen gleich viel zum Arbeitswert bei. Eine äußere Gewichtung, bei welcher einzelne Merkmale oder Merkmalsbereiche bei der Berechnung des Arbeitswertes mit einem bestimmten Faktor multipliziert werden, ist möglich. Sie soll als lohnpolitischer Schritt klar deklariert und begründet werden.

Beim konkreten Einsatz von ABAKABA müssen einige Punkte berücksichtigt werden, damit das Potenzial des diskriminierungsfreien Instrumentes zum Tragen kommt. Empfehlenswert ist die Bewertung der Funktionen in einer gezielt gemischt zusammengesetzten Projektgruppe (Geschlecht, Funktion, Hierarchiestufe etc.). Die Gruppe muss bezogen auf das Instrument aber auch auf weitere Aspekte (Beurteilungsfehler, Gleichstellung der Geschlechter) geschult werden. Idealerweise wird die Gruppe durch eine externe Fachperson moderiert. In begründeten Fällen kann eine Einstufung der Funktionen ohne Bewertungsgruppe durch Experten erfolgen, doch ist von diesen ein ausgewiesenes Fachwissen im Bereich Arbeitsbewertung und Gleichstellung der Geschlechter zwingend zu verlangen. Ein weiterer kritischer Punkt sind unternehmensspezifische Anpassungen im Merkmalskatalog. Diese sind beliebt, weil damit auf die konkrete Situation eingegangen werden kann und die Anwendung vereinfacht wird. Dabei ist Vorsicht geboten, denn es besteht die Gefahr, dass die in der wissenschaftlichen Konzeption erarbeitete Qualität der Merkmalsauswahl untergraben wird. Hohe Diskriminierungsgefahr besteht bei der vom System her möglichen äußeren Gewichtung der Merkmalsbereiche: alle vier Merkmalsbereiche sollen angemessen zum Arbeitswert beitragen können, die Gewichtung soll also verhältnismäßig und gut begründet vorgenommen werden.
Wird ABAKABA in dieser Art gleichstellungsgerecht eingesetzt, bietet es die Grundlage für die diskriminierungsfreie Festsetzung von Funktionslöhnen. Der in der Schweizer Bundesverfassung und im Gleichstellungsgesetz festgehaltene Grundsatz „Mann und Frau haben Anspruch auf gleichen Lohn für gleichwertige Arbeit“ kann damit umgesetzt bzw. auf seine Einhaltung geprüft werden. ABAKABA hat auch international als diskriminierungsfreies Instrument Anerkennung gefunden. Heute sind verschiedene Versionen von ABAKABA im Einsatz.